# Shunsuke Nagasaki
Shunsuke Nagasaki (長崎峻侑?, Nagasaki Shunsuke; Hiroshima, 16 maggio 1987) è un ginnasta giapponese, professionista nella specialità trampolino elastico ed attuale numero uno della classifica mondiale in sincronizzato.

## Carriera
Nagasaki gareggia in singolo, ma la propria specialità è il sincronizzato: occupa infatti il primo posto della classifica mondiale di trampolino elastico sincronizzato, stilata dalla Federazione Internazionale della Ginnastica.
Nel 2009 ha conquistato la World Cup di trampolino elastico in sincro, conquistando le tappe di Sofia, Zielona Góra e Salzgitter in coppia con il connazionale Masaki Ito.
Sempre in coppia con Ito, nel 2009 ha vinto la medaglia d'oro in sincronizzato ai World Games di Kaohsiung, in Taiwan.
Ha conquistato la medaglia di bronzo ai Giochi asiatici di Doha nel 2006.
Nel 2007 ha fatto parte della nazionale giapponese che ha preso parte ai Campionati Mondiali di trampolino elastico disputati a Québec in Canada. 
Nagasaki ha partecipato inoltre a Ninja Warrior, competizione giapponese di tipo sportivo che si svolge due volte l'anno, nella quale cento concorrenti si sfidano in prove individuali suddivise in quattro stage in ordine crescente di difficoltà.

## Palmarès
- 2009

 Oro: World Cup (sincro)
 Oro: World Games (sincro)
- 2006

 Bronzo: Giochi asiatici (singolo)